# الورثة (فلم 2014)
الوَرَثَـةُ (العنوان الأصلي باللُّغة الفرنسية: Les Héritiers) فيلـمُ درامـا فـرنـسي أُنتِـجَ سـنة 2014. أخرَجَ الفيلمَ المخرِجـةُ الفرنسيةُ ماري-كاستيل مونسيون-شار وكتبَـهُ كُلٌّ من أحمـد درامي و ماري-كاستيل مونسيون-شار.

يحكي الفيلمُ القصةَ الواقعيةَ لأستاذةِ التاريخ «آن أنجليس» في ثانويةِ «بلوم» التي جعَلتْ طَـلَـبَـةَ أحـدِ أقسامِها دونَ المستوى يتفـوَّقـونَ في مسابـقـةٍ وطنيَّـةٍ في فرنسا ويفوزونَ بالجائزةِ الأولى بحضورِ شخصياتٍ كبيرة ٍفي البلد.

## القصة
في ثانويَّـةِ «ليون بلوم» في كريتي في فال دو مارن الصارمةُ في تطبيقِ مبادئ ِ العِلمانية في فرنسا، حيثُ الرموزُ الدينيةُ بِكُلِّ أنواعِها ممنوعة، «آن غيغن» تعمل أستاذة مادة التاريخ والجغرافيا منذ عِشرينَ عاماً. تتمتع آن بصرامة وانضباط عاليين، وتستطيع بسهولة التعامل مع وقاحات التلاميذ المراهقين، بلا ارتباكٍ أو غضب، كلٌّ حسَبَ طبعِه. الأستاذة آن تعرض على طُلاَّبِها المشاركة في مسابقة وطنية بالموضوع التالي: الأطفال والمراهقون في معسكرات الإعتقال النازية. 

في البدايةِ يرى التلاميذُ أنَّ الموضوعَ صعبٌ وَ أنَّ مستواهُمْ ضعيفٌ جِداًّ. لكنَّ الأستاذةَ آن تُصِـرُّ على المشاركة. يبدأُ التلاميذُ بالتأقلمِ والتنظيمِ والعملِ كفريقٍ واحدٍ ويتأثرونَ مع قصةِ الأطفالِ ضحايا الغطرسةِ النازيةِ في الحرب العالمية الثانية.

## روابط خارجية
- مقالات تستعمل روابط فنية بلا صلة مع ويكي بيانات